# Paris-Tourcoing
Paris-Tourcoing est une ancienne course cycliste française, de 280 km environ, organisée en 1906, 1953 et 1954 entre la Capitale et la ville de Tourcoing dans le département du Nord.

## Palmarès
| Année | Vainqueur         | Deuxième           | Troisième             |
| ----- | ----------------- | ------------------ | --------------------- |
| 1906  | Louis Trousselier | Georges Passerieu  | Aloïs Catteau         |
| 1953  | Paul Taildeman    | Gilbert Desmet     | Marcel Van Houtteghem |
| 1954  | Paul Taildeman    | Raphaël Jonckheere | André Noyelle         |